# Ону сир Орн
Ону сир Орн (фр. Aunou-sur-Orne) насеље је и општина у северној Француској у региону Доња Нормандија, у департману Орн која припада префектури Алансон.
По подацима из 2011. године у општини је живело 262 становника, а густина насељености је износила 14,52 становника/km². Општина се простире на површини од 18,04 km². Налази се на средњој надморској висини од 200 метара (максималној 233 m, а минималној 171 m).

## Демографија
| 1962. | 1968. | 1975. | 1982. | 1990. | 1999. | 2011. |
| ----- | ----- | ----- | ----- | ----- | ----- | ----- |
| 231   | 273   | 227   | 207   | 257   | 255   | 262   |

График промене броја становника у току последњих година